# Хъйчхън
Хъйчхън (правопис по системата на Маккюн-Райшауер Hŭich'ŏn) е град в Северна Корея, намиращ се в провинция Чаган. Населението му е 163 000 души по данни от 1987 г. и днес вероятно е над 200 000.
Хъйчхън е основният производствен център в КНДР за електроника и машини още от 50-те години. Други производства на тежката промишленост в града включват оръжия и автомобили.
Градът е свързан директно с Пхенян чрез магистрала.

## Фабрики
Най-голямата фабрика в провинция Чаган е Хъйчхънската фабрика за машинни части. През 1951 г. Ким Ир Сен заявява, че Северна Корея има нужда да изгради инфраструктура за производството на собствени оръжия на места, отдалечени от районите, където се воюва. Подходящи градове за целта са били Хъйчхън и Токчхън. След създаването си фабриката става образец за промишлено производство в Северна Корея. Всички останали фабрики в страната са построени и организирани по подобие на тази в Хъйчхън. Производството на машини в КНДР нараства близо 1700 пъти в сравнение с 1945 г. До 1998 севернокорейската индустрия е постигнала 98% самодостатъчност по отношение на машини.